# Physalis longiloba
Physalis longiloba ist eine Pflanzenart aus der Gattung der Blasenkirschen (Physalis) in der Familie der Nachtschattengewächse (Solanaceae).

## Beschreibung

### Vegetative Merkmale
Physalis longiloba ist ein ausdauernder Halbstrauch, der ein schlankes, horizontal wachsendes und bis zu 1 m lang werdendes Rhizom als Überdauerungsorgan bildet. Die Stängel werden bis zu 90 cm lang und weisen eine glatte Oberfläche mit Korkporen auf. Die Pflanzen wachsen niederliegend und bilden an den unteren Knoten Wurzeln aus, die jungen Pflanzenteile sind mit einfachen, ungeteilten, nichtdrüsigen Trichomen fein behaart.
Die Laubblätter stehen an der Basis wechselständig, weiter oben werden sie jedoch paarig, wobei einem großen Blatt ein kleineres Blatt mit etwa 1/3 der Größe gegenübersteht. Die Blattstiele sind 1,5 bis 3,6 cm lang. Die Blattspreiten der größeren Blätter 3,6 bis 7,9 (selten bis 10,2) cm lang und 2,1 bis 6,1 cm breit. Sie sind eiförmig bis breit eiförmig, die Spitze ist zugespitzt, die Basis schräg, keilförmig bis nahezu herzförmig und der Blattrand ist ganzrandig, gewellt oder mit groben, bis zu 5 mm langen Zähnen gezähnt.

### Blüten
Die Blüten stehen einzeln, die Knospen sind striegelhaarig besetzt, eiförmig-zugespitzt und 0,6 bis 1 cm lang. Der Blütenstiel ist zur Blütezeit 0,6 bis 1,5 cm lang. Der Kelch ist 0,9 bis 1,5 cm lang und misst an der Basis der Kelchlappen 5 bis 6,5 mm im Durchmesser. Die Kelchlappen sind lanzettlich zugespitzt bis schmal zugespitzt, 5,5 bis 9 mm lang und verkahlend. Die gelbe Krone ist mit fünf bis zu 7 mm langen Flecken markiert, jeder Fleck setzt sich aus mehreren kleineren Flecken zusammen, nur selten ist es ein großer zusammenhängender Fleck. Die Länge der Krone beträgt 1 bis 1,7 cm, ihr Durchmesser 1,5 bis 2,2 cm. Sie ist glockenförmig-radförmig oder zurückgebogen. Um die Ansatzstellen der Staubfäden herum sind die Kronblätter behaart.
Die Staubfäden sind violett gefärbt, die Staubbeutel sind 3 bis 4 mm lang, zunächst violett gefärbt, trocknen jedoch zu blau, das Konnektiv zwischen den Theken ist gelb. Der Griffel ist bis zu 9 mm lang und trägt eine gespaltene Narbe.

### Früchte und Samen
An der Frucht verlängert sich der Blütenstiel auf 0,8 bis 1,4 cm. Der Kelch vergrößert sich auf 3 bis 4,2 cm Länge und 1,3 bis 2 cm Breite, sein Querschnitt ist fünfeckig. Die Kelchlappen sind an der Frucht 0,8 bis 1,2 cm lang, schmal dreieckig bis zugespitzt, teilweise sogar fast fadenförmig und sich dann gegenseitig umschlingend. Die Frucht ist eine grüne Beere mit einem Durchmesser von 1,1 cm. Sie enthält eine Vielzahl von hellgelben, nierenförmigen Samen mit feingrubiger Oberfläche und einer Größe von etwa 2,1 mal 1,6 mm.

## Verbreitung und Standorte
Die Art ist ausschließlich aus dem mexikanischen Bundesstaat Jalisco bekannt, sie wächst dort in der Sierra de Manantlán in Höhenlagen um 2100 m. Dort ist sie vor allem an Hängen, offenen Ebenen und entlang von Wegen im Nebelwald, in Kiefern-Eichen-Wäldern und nahe Wasserbecken zu finden.

## Etymologie
Das Artepitheton longiloba bezieht sich auf die langen Kelchlappen des Blütenkelchs.